# Яшин, Алексей Иванович
Алексей Иванович Яшин (30 марта 1919, Петровский уезд, Саратовская губерния — 8 марта 1991, Москва) — советский государственный и хозяйственный деятель. Кандидат в члены ЦК КПСС в 1981—1986 годах. Депутат Верховного Совета СССР 10—11-го созывов.

## Биография
Родился 30 марта 1919 года в селе Узинское.
В 1942 году окончил Московский институт инженеров железнодорожного транспорта по специальности инженер-строитель и в 1948 году заочно — Высшую партийную школу при ЦК КПСС. Кандидат экономических наук (1952), доцент (1960).
- 1937—1941 — студент МИИЖТ.
- июнь-сентябрь1941 — ответственный секретарь бюро ВЛКСМ отдельного артиллерийского дивизиона, Западный фронт.
- сентябрь-декабрь 1941 — комсорг Московского горкома ВЛКСМ на оборонительных рубежах под Москвой.
- 1941—1943 — инженер, старший инженер, начальник производственно-технического отдела машинно-путевой станции на военно-восстановительных работах в городах Тула, Серпухов и Москва.
- 1943—1953 — в Московском обкоме ВКП(б): инструктор, заведующий сектором, помощник секретаря, заместитель заведующего отделом.
- 1953—1954 — в аппарате ЦК КПСС: инструктор отдела строительства, заведующий сектором промышленно-транспортного отдела.
- 1954—1957 — заместитель министра строительства СССР по кадрам.
- 1957—1960 — заместитель председателя совнархоза Белорусской ССР.
- 1960—1962 — заместитель постоянного представителя Совета Министров Белорусской ССР при Совмине СССР.
- 1962—1963 — заместитель министра строительства РСФСР.
- 1963—1965 — заместитель председателя Государственного производственного комитета по монтажным и специальным строительным работам.
- 1965—1973 — заместитель министра монтажных и специальных строительных работ СССР.
- 1973—1979 — первый заместитель председателя Московского горисполкома.
- 1979—1985 — министр промышленности строительных материалов СССР.
- С июля 1985 года персональный пенсионер союзного значения.

Умер в Москве 8 марта 1991 года. Похоронен на Троекуровском кладбище.

## Награды
- орден Октябрьской Революции
- два ордена Трудового Красного Знамени
- орден «Знак Почёта»

## Фильмография
- 1979 — Верой и правдой — Главный консультант.

## Комментарии
1. ↑  Село Узинское находилось примерно в 2 км севернее Каржиманта[1] и относилось к Петровскому уезду Саратовской губернии[2]; не сохранилось, ныне — территория Шемышейского района Пензенская область[3].